# كاري شامبيون
كاري شامبيون (بالإنجليزية: Cari Champion)‏ هي صحفية ومقدمة تلفزيونية أمريكية، ولدت في 1 يونيو 1975 في باسادينا في الولايات المتحدة.

## وصلات خارجية
- الموقع الرسمي
- كاري شامبيون على موقع IMDb (الإنجليزية)